# Ičići
Ičići so naselje na Hrvaškem, ki upravno spada pod mesto Opatija; le-ta pa spada pod Primorsko-goransko županijo.
Naselje z dolgo in bogato turistično tradicijo v Kvarneru leži, na zahodni obali Reškega zaliva, ob državni cesti D66 Reka-Pulj med Opatijo na severovzhodu, od katere je oddaljeno okoli 2,2 km, in Iko na jugozahodu. Nastalo je ob prehodu iz 19. stoletja v 20. stoletje na mestu nekdanjega manjšega ribiškega pristana ribičev iz Veprinca. Ičići so sedaj skoraj zraščeni z Opatijo. Turistična sezona z bogato ponudbo traja skozi vse leto. Naselje je obdano z bujno vegetacijo (kostanj, lovor), ob obali pa pelje 14 km dolgo sprehajališče Lovran-Volosko. V kraju je tudi bolnišnica za bolezni dihal.

## Demografija
| Pregled števila prebivalcev po letih | Pregled števila prebivalcev po letih | Pregled števila prebivalcev po letih | Pregled števila prebivalcev po letih | Pregled števila prebivalcev po letih | Pregled števila prebivalcev po letih | Pregled števila prebivalcev po letih | Pregled števila prebivalcev po letih | Pregled števila prebivalcev po letih | Pregled števila prebivalcev po letih | Pregled števila prebivalcev po letih | Pregled števila prebivalcev po letih | Pregled števila prebivalcev po letih | Pregled števila prebivalcev po letih | Pregled števila prebivalcev po letih |
| ------------------------------------ | ------------------------------------ | ------------------------------------ | ------------------------------------ | ------------------------------------ | ------------------------------------ | ------------------------------------ | ------------------------------------ | ------------------------------------ | ------------------------------------ | ------------------------------------ | ------------------------------------ | ------------------------------------ | ------------------------------------ | ------------------------------------ |
| 1857                                 | 1869                                 | 1880                                 | 1890                                 | 1900                                 | 1910                                 | 1921                                 | 1931                                 | 1948                                 | 1953                                 | 1961                                 | 1971                                 | 1981                                 | 1991                                 | 2001                                 |
| 0                                    | 0                                    | 113                                  | 127                                  | 211                                  | 342                                  | 0                                    | 0                                    | 405                                  | 418                                  | 434                                  | 483                                  | 561                                  | 579                                  | 530                                  |